# آنزالدو (کانتون)
کانتون آنزالدو (به اسپانیایی: Anzaldo Canton) یک منطقهٔ مسکونی در بولیوی است که در آنزالدو واقع شده‌است. کانتون آنزالدو ۷٬۰۲۶ نفر جمعیت دارد.